# Naturschutzgebiet Bistheide

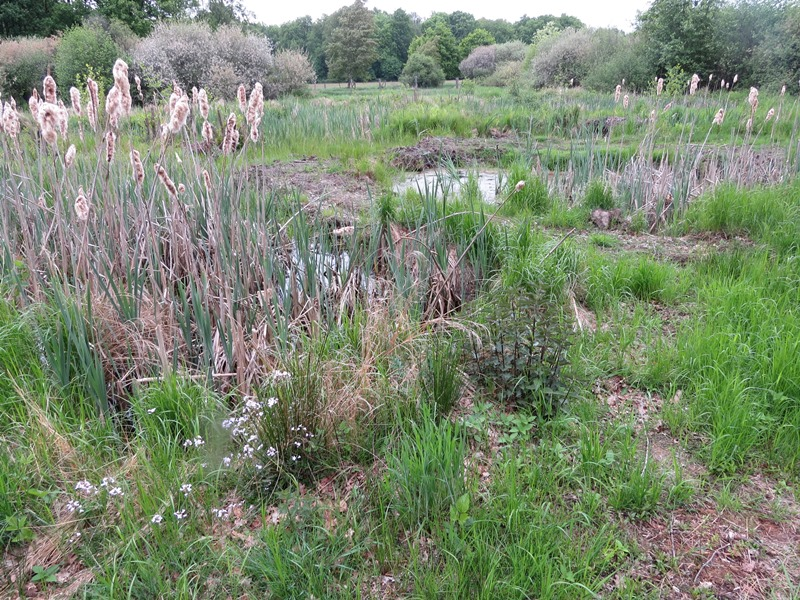
Naturschutzgebiet Bistheide (2014)

Das Naturschutzgebiet Bistheide befindet sich auf dem Gebiet der kreisfreien Stadt Mönchengladbach in Nordrhein-Westfalen. Das Naturschutzgebiet liegt im Mönchengladbacher Stadtteil Venn nördlich der A 52 und östlich der A 61.

## Bedeutung
Das 26,9770 ha große Gebiet ist seit 1990 unter der Kennung MG-004 als Naturschutzgebiet ausgewiesen. 